# Ніновичі
Ніновичі (пол. Nienowice) — давнє українське село в Польщі, у гміні Радимно Ярославського повіту Підкарпатського воєводства. Населення — 679 осіб (2011).

## Розташування
Лежить на берегах річки Вишня — правої притоки Сяну, при міжнародній трасі E40.

## Історія
У 1340—1772 рр. село входило до Перемишльської землі Руського воєводства.
У 1772—1918 рр. село було у складі Австро-Угорської монархії, у провінції Королівство Галичини та Володимирії. У 1880 році село нараховувало 1360 греко-католиків, 39 римо-католиків і 62 юдеї, місцева греко-католицька парафія належала до Ярославського деканату Перемишльської єпархії.
У 1919—1939 рр. — у складі Польщі. Село належало до Ярославського повіту Львівського воєводства, гміна Радимно. На 1 січня 1939-го в селі з 1940 жителів було 1750 українців-грекокатоликів, 30 українців-римокатоликів, 120 поляків, 30 євреїв і 10 німців, місцева греко-католицька парафія належала до Радимнянського деканату Перемишльської єпархії.
З початком Другої світової війни чоловіків села мобілізовано до польської армії. У середині вересня 1939 року німці окупували село, однак уже 26 вересня 1939 року мусіли відступити з правобережжя Сяну, оскільки за пактом Ріббентропа-Молотова воно належало до радянської зони впливу. 27.11.1939 постановою Верховної Ради УРСР село включене до Любачівського повіту. 17 січня 1940 року територія ввійшла до Ляшківського району Львівської області. Нові окупанти також мобілізували чоловіків до Червоної армії. В червні 1941, з початком Радянсько-німецької війни, територія знову була окупована німцями. За три роки німецької окупації вивезені євреї. В липні 1944 року радянські війська оволоділи цією територією. Радянські окупанти знову насильно мобілізували чоловіків.
У жовтні 1944 року західні райони Львівської області віддані Польщі. Польським військом і бандами цивільних поляків почались пограбування і вбивства, селяни гуртувались в загони УПА і відділи самооборони.
16 серпня 1945 року Москва підписала й опублікувала офіційно договір з Польщею про встановлення лінії Керзона українсько-польським кордоном. Частину місцевих добровільно-примусово виселили в СРСР (992 особи — 233 родини). Решту депортовано 1947 року під час Операції «Вісла» Військом польським на понімецькі землі. В хати виселених українців поселені поляки.
У 1975—1998 роках село належало до Перемишльського воєводства.

## Демографія
Демографічна структура станом на 31 березня 2011 року:
|          | Загалом | Допрацездатний вік | Працездатний вік | Постпрацездатний вік |
| -------- | ------- | ------------------ | ---------------- | -------------------- |
| Чоловіки | 347     | 86                 | 233              | 28                   |
| Жінки    | 332     | 68                 | 207              | 57                   |
| Разом    | 679     | 154                | 440              | 85                   |

## Церква
Перша дерев'яна церква Введення Пр. Богородиці в селі збудована в 1688 р., згоріла під час Першої світової війни. В 1915 р. була розбудована дерев'яна придорожня каплиця Введення Пр. Богородиці. Після заборони греко-католицької церкви храм переданий Польській православній церкві.

## Сучасність
У 1998 р. в селі пущена в дію гідроелектростанція потужністю 250 квт. на річці Вишня.